# Aleksandr Dolhopolov
Aleksandr Aleksandrovič Dolhopolov, nato Oleksandr Oleksandrovyč Dolhopolov e noto con la traslitterazione anglosassone Alexandr Dolgopolov (in ucraino Олександр Олександрович Долгополов?; Kiev, 7 novembre 1988), è un ex tennista ucraino.
Conosciuto anche come Oleksandr Dolhopolov Jr., ha scelto nel maggio del 2010 di cambiare l'ortografia del nome da Oleksandr in Aleksandr per distinguersi dal padre.

## Biografia
Dolhopolov nasce da una famiglia di sportivi: suo padre Oleksandr Dolhopolov era anch'egli un tennista, mentre sua madre era una ginnasta. Ha iniziato a praticare il tennis all'età di 3 anni, allenato da suo padre che è stato anche l'allenatore di Andrij Medvedjev, uno tra i più noti tennisti ucraini. In giovane età Dolhopolov, in tour con i genitori nei vari tornei, ha visto giocare tra gli altri Medvedjev, Agassi, e Becker. Jim Courier si ricorda di avere palleggiato con Dolhopolov quando era un bambino.
All'età di 33 anni, a causa dell'invasione militare russa dell'Ucraina, iniziata nel febbraio 2022, è fuggito in Turchia con la sua famiglia. Nel mese di marzo, è rientrato nel suo Paese e si è arruolato nell'esercito per contrastare gli invasori, prestando servizio a Kiev.

### Carriera sportiva
Ha fatto il suo debutto nell'ATP Tour nel 2006 al BCR Open Romania come qualificato; è stato sconfitto al primo turno da Christophe Rochus. Ha fatto parte anche della squadra di Coppa Davis dell'Ucraina negli incontri con la Gran Bretagna, ed è stato sconfitto da Andy Murray.

#### 2010
Dolhopolov ha iniziato l'anno al Brisbane International 2010, dove si è qualificato per il torneo battendo Joseph Sirianni e Kaden Hensel. Nel tabellone principale ha sconfitto Bernard Tomić 6-4, 6-4, prima di perdere al secondo turno da Radek Štěpánek in tre set. All'Australian Open 2010 è stato eliminato al primo turno delle qualificazioni da Simon Stadler per 8-6 nel terzo set.
Dolhopolov si è qualificato per il Monte Carlo Rolex Masters 2010 con le vittorie su Santiago Ventura e Miša Zverev, ma è stato sconfitto al primo turno da Julien Benneteau per 6-4, 5-7, 6-2. L'ucraino ha proseguito la stagione qualificandosi per il tabellone principale del Mutua Madrileña Madrid Open 2010; nel primo turno ha eliminato Andreas Seppi 6-3, 6-4. Nel secondo match ha affrontato il futuro vincitore del torneo Rafael Nadal, venendo sconfitto per 6-4, 6-3. Al Roland Garros ha battuto Arnaud Clément in un match di 5 set, vincendo per 6-3 il quinto; ha continuato poi eliminando anche la testa di serie nº12 Fernando González in tre set. Al terzo turno è stato sconfitto da Nicolás Almagro per 6-3, 6-3, 6-4.
Comincia la stagione sull'erba AEGON International 2010, dove era testa di serie nº7. Durante il torneo ha sconfitto Jamie Baker, Lu Yen-hsun, e James Ward, prima di perdere dal futuro campione Michaël Llodra 6-3, 7-5 in semifinale, nonostante il vantaggio per 4-1 nel secondo set. Al Torneo di Wimbledon 2010, Dolhopolov ha battuto Marco Chiudinelli al primo turno, ed è stato eliminato dopo un'ottima prestazione da Jo-Wilfried Tsonga al secondo match, che l'ha sconfitto soltanto al quinto set per 8-10.

#### 2011
Comincia la stagione a Brisbane in cui elimina al primo turno il russo Igor' Andreev con un doppio 6-4 prima di subire il gioco dell'ex numero uno Andy Roddick.
Si iscrive poi al Medibank International Sydney raggiungendo i quarti di finale battendo nei primi due turni la wild card locale Bernard Tomić e la prima testa di serie Sam Querrey perdendo dal futuro vincitore del torneo Gilles Simon.
La settimana dopo agli Australian Open raggiunge per la prima volta in carriera i quarti di finale in un torneo dello slam eliminando in successione il kazako Michail Kukuškin, il tedesco Benjamin Becker, l'ex top-ten e testa di serie n. 13 Jo-Wilfried Tsonga e il numero 4 del mondo Robin Söderling, entrambi in cinque set. Viene poi sconfitto dal futuro finalista Andy Murray in quattro set.
Due settimane più tardi raggiunge la prima finale in carriera in un torneo ATP, al Brasil Open di Bahia, ma viene sconfitto da Nicolás Almagro per 6-3, 7–6(3).
Nel primo Masters 1000 della stagione a Indian Wells viene eliminato al terzo turno da Juan Martín del Potro nel singolare, ma riesce a conquistare il titolo nel torneo di doppio assieme a Xavier Malisse, battendo in finale i campioni olimpici del 2008 Roger Federer e Stan Wawrinka, dopo aver eliminato fra gli altri i fratelli Bob e Mike Bryan, nº1 al mondo in questa specialità. La settimana seguente, al Sony Ericsson Open di Miami riesce a battere ancora una volta il francese Tsonga, ma viene fermato agli ottavi di finale dal nº1 Rafael Nadal, che lo batte con un netto 6-1, 6-2.

#### 2012
L'ucraino inizia la nuova stagione perdendo la finale del torneo di Brisbane contro Andy Murray per 1-6, 3-6 in un'ora e sette minuti di gioco. All'Australian Open viene eliminato al terzo turno da Bernard Tomić in 5 set. Il 16 gennaio ottiene il suo best ranking della carriera piazzandosi al nr. 13 della classifica ATP.
A luglio perde in semifinale al torneo di Umago contro Marin Čilić.
Il 5 agosto vince il torneo di Washington battendo in finale il tedesco Tommy Haas con il punteggio di 6-7, 6-4, 6-1.
Il 28 ottobre perde la finale del torneo di Valencia contro lo spagnolo David Ferrer.

#### 2017
Il 19 febbraio 2017 si aggiudica il torneo Argentina Open di Buenos Aires battendo in finale il giapponese Kei Nishikori con il punteggio di 7-6, 6-4, senza aver perso neanche un set in tutto il torneo.
Si è ritirato dall'attività agonistica nel 2021.

## Statistiche

### Singolare

#### Vittorie (3)
| Legenda              |
| Grande Slam (0)      |
| ATP Finals (0)       |
| ATP Masters 1000 (0) |
| ATP Tour 500 (1)     |
| ATP Tour 250 (2)     |

| Numero | Data             | Torneo                       | Superficie  | Avversario in finale | Punteggio        |
| 1.     | 31 luglio 2011   | Croatia Open Umag, Umago     | Terra rossa | Marin Čilić          | 6-4, 3-6, 6-3    |
| 2.     | 5 agosto 2012    | Citi Open, Washington        | Cemento     | Tommy Haas           | 6(7)–7, 6-4, 6-1 |
| 3.     | 19 febbraio 2017 | Argentina Open, Buenos Aires | Terra rossa | Kei Nishikori        | 7–6(4), 6-4      |

#### Finali perse (6)
| Legenda              |
| Grande Slam (0)      |
| ATP Finals (0)       |
| ATP Masters 1000 (0) |
| ATP Tour 500 (2)     |
| ATP Tour 250 (4)     |

| Numero | Data             | Torneo                                       | Superficie  | Avversario in finale | Punteggio        |
| 1.     | 12 febbraio 2011 | Brasil Open, Bahia                           | Terra rossa | Nicolás Almagro      | 3-6, 6(3)–7      |
| 2.     | 8 gennaio 2012   | Brisbane International, Brisbane             | Cemento     | Andy Murray          | 1-6, 3-6         |
| 3.     | 28 ottobre 2012  | Open de Tenis Comunidad Valenciana, Valencia | Cemento (i) | David Ferrer         | 1-6, 6-3, 4-6    |
| 4.     | 23 febbraio 2014 | Rio Open, Rio de Janeiro                     | Terra rossa | Rafael Nadal         | 3-6, 6(3)–7      |
| 5.     | 23 luglio 2017   | SkiStar Swedish Open, Båstad                 | Terra rossa | David Ferrer         | 4-6, 4-6         |
| 6.     | 1 ottobre 2017   | Shenzhen Open, Shenzhen                      | Cemento     | David Goffin         | 4-6, 7–6(5), 3-6 |

### Doppio

#### Vittorie (1)
| Legenda                   |
| Grande Slam (0)           |
| ATP World Tour Finals (0) |
| ATP Masters 1000 (1)      |
| ATP World Tour 500 (0)    |
| ATP World Tour 250 (0)    |

| Numero | Data          | Torneo                         | Superficie | Compagno       | Sfidante in finale          | Punteggio           |
| 1.     | 19 marzo 2011 | BNP Paribas Open, Indian Wells | Cemento    | Xavier Malisse | Roger Federer Stan Wawrinka | 6-4, 6(5)–7, [10-7] |

#### Finali perse (1)
| Legenda                   |
| Grande Slam (0)           |
| ATP World Tour Finals (0) |
| ATP Masters 1000 (0)      |
| ATP World Tour 500 (0)    |
| ATP World Tour 250 (1)    |

| Numero | Data            | Torneo                           | Superficie | Compagno      | Sfidante in finale      | Punteggio   |
| 1.     | 11 gennaio 2015 | Brisbane International, Brisbane | Cemento    | Kei Nishikori | Jamie Murray John Peers | 3-6, 6(4)–7 |

### Tornei minori

#### Singolare

##### Vittorie (10)
| Challengers (5) |
| Futures (5)     |

| Numero | Data              | Torneo     | Superficie  | Avversario in finale  | Punteggio           |
| 1.     | 26 marzo 2006     | Cairo      | Terra rossa | Michal Navrátil       | 7–6(2), 6-4         |
| 2.     | 21 maggio 2006    | Illičivs'k | Terra rossa | Bastian Knittel       | 6-3, 6-2            |
| 3.     | 4 giugno 2006     | Čerkasy    | Terra rossa | Giancarlo Petrazzuolo | 3–6, 7–6(7), 6–2    |
| 4.     | 18 giugno 2006    | Minsk      | Terra rossa | Vladislav Bondarenko  | 6–2, 7–5            |
| 5.     | 30 luglio 2006    | Modena     | Terra rossa | Andrej Golubev        | 4–6, 7–6(8), 7–6(9) |
| 6.     | 10 giugno 2007    | Sassuolo   | Terra rossa | Héctor Ruiz-Cadeñas   | 6–1, 6–4            |
| 7.     | 2 agosto 2009     | Orbetello  | Terra rossa | Pablo Andújar         | 6–4, 6-2            |
| 8.     | 6 settembre 2009  | Como       | Terra rossa | Juan Martín Aranguren | 7–5, 7–6(5)         |
| 9.     | 27 settembre 2009 | Trnava     | Terra rossa | Lamine Ouahab         | 6-2, 6-2            |
| 10.    | 28 febbraio 2010  | Meknès     | Terra rossa | Rui Machado           | 7–5, 6–2            |

## Risultati in progressione
Statistiche aggiornate al 7 settembre 2017
| Sigla | Risultato               |
| ----- | ----------------------- |
| V     | Vincitore               |
| F     | Finalista               |
| SF    | Semifinalista           |
| O     | Oro olimpico            |
| A     | Argento olimpico        |
| SF    | Bronzo olimpico         |
| QF    | Quarti di Finale        |
| 4T    | Quarto turno            |
| 3T    | Terzo turno             |
| 2T    | Secondo turno           |
| 1T    | Primo turno             |
| RR    | Round Robin             |
| LQ    | Turno di qualificazione |
| A     | Assente                 |
| ND    | Non disputato           |

| Legenda superfici    |
| -------------------- |
| Cemento              |
| Terra battuta        |
| Erba                 |
| Superficie variabile |

| Torneo                                 | 2006      | 2007      | 2008 | 2009          | 2010          | 2011          | 2012  | 2013          | 2014          | 2015          | 2016  | 2017  | Carriera V-P |
| -------------------------------------- | --------- | --------- | ---- | ------------- | ------------- | ------------- | ----- | ------------- | ------------- | ------------- | ----- | ----- | ------------ |
| Grande Slam                            |           |           |      |               |               |               |       |               |               |               |       |       |              |
| Australian Open, Melbourne             | A         | Q1        | Q3   | Q2            | Q1            | QF            | 3T    | 1T            | 2T            | 1T            | 2T    | 2T    | 9–7          |
| Roland Garros, Parigi                  | A         | Q2        | Q1   | A             | 3T            | 3T            | 1T    | 1T            | 2T            | 1T            | A     | 2T    | 6–7          |
| Wimbledon, Londra                      | A         | A         | A    | A             | 2T            | 1T            | 2T    | 3T            | 3T            | 2T            | 2T    | 1T    | 8–8          |
| US Open, New York                      | A         | A         | A    | A             | 1T            | 4T            | 3T    | 2T            | A             | 1T            | 1T    | 4T    | 9–7          |
| Vittorie-Sconfitte                     | --        | 0-0       | 0-0  | 0-0           | 3-3           | 9-4           | 5-4   | 3-4           | 4-3           | 1-4           | 2-3   | 5-4   | 32-29        |
| ATP World Tour Finals                  |           |           |      |               |               |               |       |               |               |               |       |       |              |
| ATP World Tour Finals, Londra          | NQ        | NQ        | NQ   | NQ            | NQ            | NQ            | NQ    | NQ            | NQ            | NQ            | NQ    | NQ    | N/A          |
| Vittorie-Sconfitte                     | --        | --        | --   | --            | --            | --            | --    | --            | --            | --            | --    | --    | N/A          |
| Olimpiadi (singolare)                  |           |           |      |               |               |               |       |               |               |               |       |       |              |
| Giochi Olimpici                        | Non disp. | Non disp. | A    | Non disputati | Non disputati | Non disputati | A     | Non disputati | Non disputati | Non disputati | A     | ND    | N/A          |
| Vittorie-Sconfitte                     |           |           | --   |               |               |               | --    |               |               |               | --    |       | N/A          |
| Coppa Davis (singolare)                |           |           |      |               |               |               |       |               |               |               |       |       |              |
| Gruppo Mondiale/ Zona Europea/Africana | EA        | EA        | A    | A             | A             | A             | A     | EA/PL         | A             | EA            | A     | A     | N/A          |
| Vittorie-Sconfitte                     | 0-1       | 0-1       | --   | --            | --            | --            | --    | 4-1           | --            | 1-0           | --    | --    | 5-3          |
| Statistiche Carriera                   |           |           |      |               |               |               |       |               |               |               |       |       |              |
| Anno                                   | 2006      | 2007      | 2008 | 2009          | 2010          | 2011          | 2012  | 2013          | 2014          | 2015          | 2016  | 2017  | Totale       |
| Tornei ATP disputati                   | 1         | 1         | 0    | 1             | 23            | 30            | 26    | 26            | 22            | 26            | 17    | 18    | 191          |
| Finali ATP disputate                   | --        | --        | --   | --            | --            | 2             | 3     | --            | 1             | --            | --    | 2     | 8            |
| Tornei ATP vinti                       | --        | --        | --   | --            | --            | 1             | 1     | --            | --            | --            | --    | 1     | 3            |
| Vittorie-Sconfitte totali              | 0-2       | 0-2       | 0-0  | 1-1           | 21-23         | 38-29         | 34-25 | 24-27         | 27-21         | 26-26         | 17-17 | 19-18 | 207–191      |
| Ranking di fine anno                   | 265º      | 233º      | 309º | 131º          | 48º           | 15º           | 18º   | 57º           | 23º           | 36º           | 62º   | 64º   | N/A          |